# Фрата Инфериоре (Потенца)
Фрата Инфериоре (итал. Fratta Inferiore) је насеље у Италији у округу Потенца, региону Базиликата.
Према процени из 2011. у насељу је живело 25 становника. Насеље се налази на надморској висини од 671 м.